# Писку (Илфов)
Писку (рум. Piscu) насеље је у Румунији у округу Илфов у општини Чолпани. Oпштина се налази на надморској висини од 107 m.

## Становништво
Према подацима из 2002. године у насељу је живело 782 становника, од којих су сви румунске националности.